# Cladium
Cladium P.Browne  é um género botânico pertencente à família Cyperaceae.
As espécies estão distribuídas amplamente pelas regiões temperadas e tropicais de todo o mundo. Se caracterizam por apresentarem folhas compridas e estreitas, com as bordas serilhadas cujos talos florais alcançam de 1 a 3 m de altura. Apresentam  muitos ramos com inflorescência.

## Espécies
O gênero é composto por aproximadamente 140 espécies. As principais são:
- Cladium californicum
- Cladium chinense
- Cladium ensifolium
- Cladium ficticium
- Cladium germanicum
- Cladium iris
- Cladium jamaicense
- Cladium mariscoides
- Cladium mariscus
- Cladium nipponense
- Cladium procerum
- «PPP-Index Lista completa»